# Mutya Buena
Rosa Isabel Mutya Buena (Londres, Reino Unido, 21 de mayo de 1985), conocida simplemente como Mutya Buena, es una cantante y compositora británica de soul, pop y R&B. Fue uno de los miembros fundadores de Sugababes, junto con Keisha Buchanan y Siobhán Donaghy, aunque también llegó a trabajar con Heidi Range. Con ellas consiguió un gran éxito internacional con los cuatro álbumes que grabó, incluyendo cuatro números 1 en la lista británica.
En 2005 Mutya deja el grupo para dedicarle más tiempo a su familia, y en 2007 lanzó al mercado su primer álbum en solitario, en el que incluye colaboraciones con Amy Winehouse, George Michael y el grupo Groove Armada. Actualmente ha reformado la formación original de Sugababes, con el grupo Mutya Keisha Siobhan.

## Biografía
La familia Buena vive actualmente en Kingsbury, en el noroeste de Londres. Mutya nació de madre irlandesa y padre filipino. Su nombre Mutya proviene del tagalo y significa Una musa. Tiene 5 hermanos (Bayani, Charlie, Chris, Danny y Roberto) y dos hermanas pequeñas, Ligaya y Dalisay. Otra hermana, Maya, murió en 2002, y la canción Maya, del álbum Three, está dedicada a ella. El 23 de marzo del 2005 dio a luz a su hija Tahlia Maya Buena, su primera hija con su novio Jay.

### Sugababes
Mutya Buena y su mejor amiga, Keisha Buchanan, conocieron a Siobhán Donaghy en una fiesta en 1998, cuando ellas tenían trece años. Pronto, decidieron formar un grupo. Mutya grabó cuatro álbumes con Sugababes, todos ellos de gran éxito comercial en todo el mundo: "One Touch", "Angels With Dirty Faces", "Three" y "Taller In More Ways".
Después de la aparente enfermedad que hizo que no pudiese promocionar a fondo el sencillo "Ugly", fue anunciado el 21 de diciembre del 2005 que Mutya Buena dejaba Sugababes. Según un comunicado en su página web oficial, "La decisión de Mutya está basada puramente en razones personales, y continuará teniendo gran amistad con sus compañeras de grupo Keisha y Heidi". Fue sustituida en el grupo por la cantante Amelle Berrabah.
Muchos fanes reaccionaron negativamente ante la marcha de Mutya, y la sustitución de la cantante por la nueva componente, Amelle Berrabah. Muchos críticos alabaron la banda cuando Mutya estaba en el grupo, debido a su "actitud y presencia en el escenario", algo que falla en muchos grupos musicales.

### Carrera en solista
Después de dejar Sugababes en diciembre de 2005, Mutya comenzó a trabajar en material para su primer disco de solista. S página de Myspace se estrenó el 25 de abril de 2006, y está siendo usada para hablar con fanes, amigos y colegas, y aparecen demos, como son "Love Story", "2 The Limit", "Wonderful", "Darkside", "Suffer 4 Love", "Sunshine", "Addiction", "Paperbag", "Strung Out", "Where You'll Find Me" and "Song 4 Mutya (Out Of Control)" featuring Groove Armada.
Mutya ha colaborado para su primer álbum en solitario con numerosos artistas importantes de la escena musical Inglesa y Norteamericana, como son Tah Mac, MC Viper, George Michael o Groove Armada para sus próximos discos y Greatest Hits (George Michael "25 Hits"). "This Is Not Real Love" es una romántica balada que cantó Mutya junto con George Michael para su Greatest Hits 25: Hits, y fue publicado en diciembre del 2006. Ningún videoclip fue realizado, y junto con una pequeña promoción, provocó que el sencillo sólo llegase al #15 en el Reino Unido, aunque en el resto del mundo disfrutase de bastante éxito.
Mutya, poco después, apareció en el sencillo de Tah Mac "Give Back", que todavía no se sabe si saldrá como sencillo del disco de Tah Mac. Su reciente aparición en la canción de Groove Armada "Soundboy Rock" provocó reacciones positivas entre el público inglés. La canción "Song 4 Mutya (Out Of Control!)", fue muy aclamado por el periodista musical y creador de Popjustice, Peter Robinson.
Después de abandonar Sugababes, Mutya consiguió un contrato con Island Records UK (Universal Records UK), la misma discográfica que la de Sugababes. Su primer álbum se titula "Real Girl", y se publicará el 4 de junio en todo el mundo, y se rumorea que incluirá colaboraciones con Johnny Douglas, Justin Timberlake y Pharrell, entre otros.
Una entrevista con "Cosmopolitan" reveló que su primer sencillo se llamará "Real Girl", que se publicará el 16 de abril. El sencillo, producido por Full Phatt, una producctora establecida en Londres que remezclaron singles como el de Jojo "Too Little Too Late".
Las canciones que están confirmadas para el disco son: "Real Girl", "Not Your Baby", "Strung Out", "Paperbag" y "Hollow". El disco incluirá también el sencillo "B-Boy Baby!", dueto con Amy Winehouse, y los temas producidos por Groove Armada también estarán en el disco. Según su Myspace, la canción "Call Back, Or Drop Dead" [canción rechazada por la cantante norteamericana Ciara], aparecerá en el álbum, que será una mezcla de sonidos que será parecida al tema "Gotta B U", canción del disco "Taller In More Ways" de Sugababes, pero con sonidos más potentes y con música Pop/Dance.
Mutya Buena puede verse en la campaña de la cadena Británica Channel 4 "New Music Month", junto con dos de las cantantes más importantes y de más éxito internacional del Reino Unido que son Sophie Ellis-Bextor, Corinne Bailey Rae, y Natasha Bedingfield, y las cantantes de Rap/Dance Lady Sovereign y Tracey Thorn, ambas con menos éxito internacional.

### Real Girl
"Real Girl" es el título de su álbum debut, que salió a la venta el 4 de junio de 2007 en el Reino Unido e Irlanda, y el 2 de julio en Europa, Australia y Asia.
El álbum incluye colaboraciones muy importantes, con los que Mutya ha estado trabajando recientemente. Uno de los nombres es el dúo-dance Groove Armada, George Michael y la ganadora de un Brit Amy Winehouse, quién canta a dúo con Mutya el tema de The Tonettes "Be My Baby".
Una entrevista con Cosmopolitan reveló que el primer sencillo que saldrá a la venta es "Real Girl" (que contiene la música del tema de Lenny Kravitz "It Ain't Over 'Til It's Over"), que fue publicado de manera digital el 14 de mayo de 2007, y físicamente el 28 de mayo en todo el mundo. El sencillo fue producido por Full Phatt, una productora de música establecida en Londres. El sencillo consiguió llegar al #2 en las Listas de Ventas de Singles del Reino Unido, y consiguió ser un Top 40 Mundial.
El segundo sencillo del disco fue "Song 4 Mutya (Out Of Control)", un tema a dúo con el grupo Groove Armada. El sencillo debutó en el #8 del UK Top 75 Singles, y tuvo un éxito moderado en el resto de Europa y Australia. El tercer sencillo publicado fue "Just a little Bit", y debido a la poca promoción recibida por parte de los medios de comunicación, el sencillo fue todo un fracaso en las listas, debutando fuera del Top 50 Singles en el Reino Unido.
El cuarto y último sencillo, "B Boy Baby", junto con la colaboración de la artista de R&B/Soul Amy Winehouse, será publicado el 31 de diciembre de 2007 en el Reino Unido. En el videoclip del tema, Amy no aparece, sólo su voz.

### Vida personal
Buena pagó £5.000 por un rinoplastia en 2010 y previamente se había hecgo un aumento de pecho. En noviembre de 2013, a Buena le quitaron los implantes.
En septiembre de 2014, Buena fue declarada en bancarrota por un juez.

## Discografía
Como solista

### Álbumes
- Real Girl (2007, Compañía: Universal UK)

### Sencillos
| Año  | Título                             | Mejores posiciones | Mejores posiciones | Mejores posiciones | Mejores posiciones | Mejores posiciones | Álbum     |
| Año  | Título                             | R.U.               | AUS                | FIN                | HOL                | IRL                | Álbum     |
| ---- | ---------------------------------- | ------------------ | ------------------ | ------------------ | ------------------ | ------------------ | --------- |
| 2007 | «Real Girl»                        | 2                  | 59                 | 6                  | 6                  | 25                 | Real Girl |
| 2007 | «Song 4 Mutya» (con Groove Armada) | 8                  | 24                 | 12                 | 37                 | 26                 | Real Girl |
| 2007 | «Just a Little Bit»                | 65                 | —                  | —                  | —                  | —                  | Real Girl |
| 2007 | «B Boy Baby» (con Amy Winehouse)   | 73                 | —                  | —                  | —                  | —                  | Real Girl |

### Colaboraciones
- 2006: "This Is Not Real Love" con George Michael (2006) #15 UK (*)
- 2008: "With You" (Ashley Walters con Mutya Buena)
- 2009: "Fallin'" (Agent X con Mutya Buena & Ultra)
- 2009: "Give Back" (Tah Mac con Mutya Buena)
- 2011: "Give Me Love" (Paul Morrell con Mutya Buena)
- 2011: "Be OK" (City Boy Soul con Mutya Buena)